# Juan Bau
Juan Bau, de son vrai nom Juan Bautista Conca Moya (né le 24 décembre 1948), est un chanteur espagnol de pop et ballade.

## Biographie
Juan débute en tant que musicien amateur dans le groupe Los Pikens (pendant trois ans) et plus tard dans le groupe Modificación. En 1972, il fait ses débuts professionnels en solo sous le nom de Juan Bau et enregistre son premier maxi-single avec les chansons Pequeñas cosas et Dentro de mi alma, dont il est l'auteur. En 1973, il sort son deuxième single avec Tú no comprendes et Sigue tu camino. En 1973, il obtient son grand succès avec la chanson La estrella de David. En 1974, il obtient son premier disque d'or avec l'album Penas. D'autres de ses chansons sont Mi corazón, sortie en 1974, Dama del amanecer, Natacha y yo, sorties en 1975, Acaríciame, Fantasía en 1976, et le succès avec lequel il commence presque toujours ses concerts, Devuélveme el amor, sorti du début 1978. Dans les années 1980, il chante des chansons comme Un paso más, Hoy me llamará, Soñaré, Me gusta así, Libérate et Con las luces apagadas.
Après quelques années sans enregistrement, il sort en 1986 l'album Corazonada, suivi du CD Alma romántica et, en 1999, Nuestras canciones, dans lequel il reprend des chansons à succès de Mocedades, Manuel Alejandro, Sergio y Estíbaliz et José Luis Perales. En 2003, il sort l'album Volverte a ver. En 2004, il sort l'album 30 Años de Éxitos et, en 2009, la compilation Super Éxitos de Juan Bau